# Batukandik
Batukandik is een bestuurslaag in het regentschap Klungkung van de provincie Bali, Indonesië. Batukandik telt 3917 inwoners (volkstelling 2010).